# 핑키 히긴스
마이클 프랭클린 "핑키" 히긴스(영어: Michael Franklin "Pinky" Higgins, 1909년 5월 27일~1969년 3월 21일)은 미국의 전 프로 야구 선수이자 감독, 구단 프런트, 스카우트이다. 선수 시절 포지션은 3루수였으며, 메이저 리그 베이스볼(MLB)의 필라델피아 애슬레틱스, 보스턴 레드삭스, 디트로이트 타이거스, 등지에서 뛰었다. 선수로서 은퇴 뒤에는 보스턴 레드삭스의 감독과 단장을 역임했다.